# Clemens von Boeselager
Clemens Freiherr von Boeselager (* 9. Juli 1907 in Eggermühlen; † 27. März 1981 in Ankum, Kreis Bersenbrück) war deutscher Politiker (CDU) und Mitglied des Ernannten Landtags Nordrhein-Westfalen.

## Leben
Geboren als Sohn von Clemens Freiherr von Boeselager (1874–1917) und dessen Ehefrau Maria von und zur Mühlen (1880–1950) und aufgewachsen mit seinem älteren Zwillingsbruder Maximilian (1907–1945) und seiner Schwester Maria-Regina (Ina) auf Gut Eggermühlen bei Ankum, besuchte er die Klosterschule in Ettal. Der Land- und Forstwirt Clemens Freiherr von Boeselager heiratete am 26. Juli 1939 Bertha Reichsgräfin von Marchant und Ansembourg (* 21. August 1914 in Bonn; † 16. Mai 2004 in Eggermühlen). Aus dieser Ehe gingen zwölf Kinder hervor. Nach der Heirat verließ er das Elternhaus und bezog im August 1940 mit seiner Frau Haus Marbeck (bei Borken), wo sie eine kleine Gärtnerei und Landwirtschaft betrieben. Hier kamen sechs Kinder zur Welt.
Wenige Tage vor Beginn des Zweiten Weltkrieges, am 26. August 1939, wurde er zur Wehrmacht eingezogen. Von August 1940 bis zum 10. April 1943 war er u.k.-gestellt, um das von ihm erworbene Haus Marbeck zu bewirtschaften. Nach weiterem zweijährigen Kriegsdienst geriet er im April 1945 in Kriegsgefangenschaft (2228 Prisoner of War Camp, Belgien), aus der er am 16. Juni nach Marbeck entlassen wurde. Er engagierte sich für den politischen Neubeginn und trat aus Überzeugung im gleichen Jahr in die CDU ein, deren Mitbegründer er in Westfalen war. Als Vertreter des Kreises Borken gehörte er dem Provinzial-Landtag (30. April 1946) von Westfalen sowie dem ersten und zweiten ernannten Landtag von Nordrhein-Westfalen in Düsseldorf in der Zeit vom 2. Oktober 1946 bis zu dessen Auflösung am 19. April 1947 an. In dieser Zeit erwuchs seine Freundschaft zum späteren Bundeskanzler Konrad Adenauer. 
Traditionsgemäß sollte der Zwillingsbruder Maximilian als ältester Sohn den Familienbesitz in Eggermühlen übernehmen. Zur Vorbereitung darauf machte er eine landwirtschaftliche Ausbildung und lernte u. a. bei Berentzen in Haselünne und bei Baron von Reden in Hastenbeck. Da der Vater bereits 1917 starb, trug Maximilian schon sehr früh große Verantwortung für den großen land- und forstwirtschaftlichen Betrieb. Am 27. November 1941 heiratete Maximilian Mariaschnee Gräfin von Galen (1909–2002), eine Tochter von Franz von Galen und Nichte des Bischofs von Münster und späteren Kardinals Clemens August Graf von Galen. Als sich Maximilian auf Grund seiner konfessionellen Einstellung und ethischen Überzeugung wiederholt nicht von der NS-Ideologie vereinnahmen ließ, wurde er im Oktober 1944 zum Kriegsdienst eingezogen, wozu er als Gutsbesitzer eigentlich nicht verpflichtet war. Der 37-jährige fiel bei seinem ersten Fronteinsatz am 30. Januar 1945 bei Friedeberg, Neumark. Die Nachricht von seinem Tod erreichte die Familie erst im Februar 1947. Gemäß Erbvertrag, der besagte, dass Eggermühlen, das Stammhaus der Familie, immer bei einem männlichen Erben (Namensträger) bleiben sollte, übernahm der jüngere Zwillingsbruder die Verwaltung des Boeselagerschen Besitzes. Maximilians Witwe zog 1948 mit ihren drei Töchtern zu ihren Eltern Graf und Gräfin Franz von Galen nach Westfalen.
Nach dem Tod seines Bruders siedelte Clemens mit Familie 1948 nach Eggermühlen und übernahm den Familienbesitz, den er bereits von 1930 bis 1939 für seinen älteren Bruder als landwirtschaftlicher Verwalter geführt hatte. In Eggermühlen kamen weitere sechs Kinder zur Welt. 
Von 1948 bis 1972 war er CDU-Gemeinderatsmitglied in Eggermühlen, von 1968 bis 1972 Abgeordneter des Kreistages Bersenbrück.
Bundespräsident Gustav Heinemann verlieh ihm am 21. August 1973 das Bundesverdienstkreuz am Bande.
Der streng gläubige Katholik war im örtlichen Kirchenvorstand und Pfarrgemeinderat engagiert und Mitglied im Familienbund der Deutschen Katholiken in der Diözese Osnabrück. Hier führte er zeitweilig den Vorsitz.
1955 wurde er im Kölner Dom in den Ritterorden vom Heiligen Grab zu Jerusalem aufgenommen und gehörte seither der Komturei Osnabrück-Vechta an. 1979 wurde ihm das Komturkreuz des Ordens verliehen.
Boeselager war Mitbegründer des örtlichen Reit- und Fahrvereins sowie des Heimat- und Verkehrsvereins. Nachdem er nachts eine verunglückte Autofahrerin gerettet hatte, wurde der leidenschaftliche Autofahrer vom ADAC als Kavalier der Straße ausgezeichnet.